# 16123 Джесіченг
16123 Джесіченг (16123 Jessiecheng) — астероїд головного поясу, відкритий 7 грудня 1999 року.
Тіссеранів параметр щодо Юпітера — 3,504.